# Composition des équipes masculines de hockey sur gazon aux Jeux du Commonwealth de 2022
Cet article répertorie les équipes du tournoi masculin aux Jeux du Commonwealth de 2022, qui se tiendront à Birmingham, en Angleterre du 29 juillet au 8 août 2022.

## Poule A

### Australie
La sélection a été annoncée le 21 juin 2022.
Entraîneur:  Colin Batch
| Numéro | Joueur              | Date de naissance | Âge | Sélections |
| ------ | ------------------- | ----------------- | --- | ---------- |
| 4      | Jake Harvie         | 5 mars 1998       | 24  | 78         |
| 5      | Tom Wickham         | 26 mai 1990       | 32  | 73         |
| 6      | Matt Dawson         | 27 avril 1994     | 28  | 157        |
| 7      | Nathan Ephraums     | 9 juin 1999       | 23  | 16         |
| 8      | Johan Durst (GB)    | 18 mars 1991      | 31  | 6          |
| 9      | Jacob Anderson      | 22 mars 1997      | 25  | 32         |
| 10     | Joshua Beltz        | 24 avril 1995     | 27  | 60         |
| 11     | Eddie Ockenden (C)  | 3 avril 1987      | 35  | 387        |
| 12     | Jake Whetton        | 15 juin 1991      | 31  | 224        |
| 13     | Blake Govers        | 6 juillet 1996    | 26  | 117        |
| 15     | Joshua Simmonds     | 4 octobre 1995    | 26  | 39         |
| 16     | Tim Howard          | 23 juin 1996      | 26  | 81         |
| 17     | Aran Zalewski (C)   | 21 mars 1991      | 31  | 206        |
| 22     | Flynn Ogilvie       | 17 septembre 1993 | 28  | 131        |
| 23     | Daniel Beale        | 12 février 1993   | 29  | 198        |
| 29     | Tim Brand           | 29 novembre 1998  | 23  | 55         |
| 30     | Andrew Charter (GB) | 30 mars 1987      | 35  | 199        |
| 32     | Jeremy Hayward      | 3 mars 1993       | 29  | 178        |

### Nouvelle-Zélande
La sélection a été annoncée le 30 juin 2022.
Entraîneur:  Greg Nicol
| Numéro | Joueur              | Date de naissance | Âge | Sélections |
| ------ | ------------------- | ----------------- | --- | ---------- |
| 3      | David Brydon        | 27 juin 1996      | 26  | 64         |
| 4      | Dane Lett           | 29 août 1990      | 31  | 92         |
| 5      | Harry Miskimmin     | 12 octobre 1994   | 27  | 60         |
| 9      | Sam Hiha            | 26 août 1997      | 24  | 7          |
| 11     | Jake Smith          | 3 avril 1991      | 31  | 97         |
| 12     | Sam Lane            | 30 avril 1997     | 25  | 79         |
| 15     | George Enersen (GB) | 7 juin 1991       | 31  | 66         |
| 16     | Aidan Sarikaya      | 3 juillet 1996    | 26  | 52         |
| 17     | Nic Woods           | 26 août 1995      | 26  | 136        |
| 18     | Brad Read           | 4 février 1995    | 27  | 38         |
| 20     | Leon Hayward (GB)   | 23 avril 1990     | 32  | 30         |
| 21     | Kane Russell        | 22 avril 1992     | 30  | 172        |
| 22     | Blair Tarrant (C)   | 11 mai 1990       | 32  | 222        |
| 23     | Dylan Thomas        | 14 février 1996   | 26  | 39         |
| 24     | Sean Findlay        | 5 décembre 2001   | 20  | 14         |
| 25     | Jordan Cohen        | 1er mai 2000      | 22  | 3          |
| 29     | Hugo Inglis         | 18 janvier 1991   | 31  | 239        |
| 31     | Hayden Phillips     | 6 février 1998    | 24  | 93         |

### Afrique du Sud
La sélection a été annoncée le 30 juin 2022.
Entraîneur:  Garreth Ewing
| Numéro | Joueur                    | Date de naissance | Âge | Sélections |
| ------ | ------------------------- | ----------------- | --- | ---------- |
| 2      | Mustaphaa Cassiem         | 19 mars 2002      | 20  | 24         |
| 6      | Connor Beauchamp          | 20 juin 1997      | 25  | 13         |
| 7      | Timothy Drummond (C)      | 5 mars 1988       | 34  | 156        |
| 8      | Nduduza Lembethe          | 13 janvier 1996   | 26  | 52         |
| 10     | Keenan Horne              | 17 juin 1992      | 30  | 88         |
| 11     | Tevin Kok                 | 20 octobre 1996   | 25  | 40         |
| 12     | Leneal Jackson            | 30 septembre 1994 | 27  | 26         |
| 13     | Matthew Guise-Brown       | 13 septembre 1991 | 30  | 48         |
| 15     | Dayaan Cassiem            | 1er décembre 1998 | 23  | 52         |
| 18     | Taine Paton               | 4 janvier 1989    | 33  | 137        |
| 19     | Ryan Julius               | 19 juillet 1995   | 27  | 50         |
| 21     | Jethro Eustice            | 1er novembre 1989 | 32  | 153        |
| 22     | Daniel Bell               | 28 septembre 1994 | 27  | 77         |
| 23     | Nicholas Spooner          | 28 août 1991      | 30  | 45         |
| 26     | Siyavuya Nolutshungu (GB) | 21 décembre 1995  | 26  | 42         |
| 27     | Nqobile Ntuli             | 15 janvier 1996   | 26  | 79         |
| 29     | Samkelo Mvimbi            | 23 janvier 1999   | 23  | 27         |
| 32     | Gowan Jones (GB)          | 24 juin 1989      | 33  | 64         |

### Pakistan
La sélection a été annoncée le 21 juillet 2022.
Entraîneur:  Siegfired Aikman
| Numéro | Joueur                | Date de naissance | Âge | Sélections |
| ------ | --------------------- | ----------------- | --- | ---------- |
| 1      | Akmal Hussain (GB)    | 25 janvier 1999   | 23  | 5          |
| 3      | Mubashar Ali          | 6 juillet 1997    | 25  | 51         |
| 4      | Rizwan Ali            | 5 janvier 2000    | 22  | 5          |
| 7      | Moin Shakeel          | 8 juin 2000       | 22  | 15         |
| 8      | Abdul Rana            | 4 février 2000    | 22  | 15         |
| 9      | Abdul Shahid          | 7 septembre 2005  | 16  | 3          |
| 11     | Rooman Khan           | 31 mars 2001      | 21  | 0          |
| 12     | Abdullah Ishtiaq (GB) | 21 mai 2000       | 22  | 3          |
| 14     | Umar Bhutta (C)       | 24 décembre 1992  | 29  | 182        |
| 15     | Junaid Manzoor        | 2 décembre 1998   | 23  | 18         |
| 16     | Ammad Butt            | 13 janvier 1996   | 26  | 134        |
| 17     | Muhammad Hammadudin   | 12 décembre 2000  | 21  | 11         |
| 18     | Ghazanfar Ali         | 27 février 2002   | 20  | 15         |
| 19     | Muhammad Abdullah     | 5 novembre 2002   | 19  | 11         |
| 22     | Ahmad Nadeem          | 8 mars 1998       | 24  | 6          |
| 23     | Ajaz Ahmad            | 13 juin 1992      | 30  | 86         |
| 28     | Afraz                 | 10 avril 1999     | 23  | 11         |
| 32     | Abdul Manan           | 4 décembre 2002   | 19  | 5          |

### Écosse
La sélection a été annoncée le 5 juillet 2022.
Entraîneur:  Derek Forsyth
| Numéro | Joueur                | Date de naissance | Âge | Sélections |
| ------ | --------------------- | ----------------- | --- | ---------- |
| 1      | Thomas Alexander (GB) | 11 septembre 1989 | 32  | 56         |
| 3      | Callum Duke           | 5 juillet 1990    | 32  | 72         |
| 5      | Michael Bremner       | 22 mars 1992      | 30  | 124        |
| 6      | Andy Bull             | 3 février 1992    | 30  | 40         |
| 7      | Alan Forsyth (C)      | 5 avril 1992      | 30  | 199        |
| 8      | Robert Field          | 14 avril 1994     | 28  | 13         |
| 9      | Andrew McConnell      | 5 janvier 2000    | 22  | 15         |
| 10     | Rob Harwood           | 15 juillet 1997   | 25  | 37         |
| 11     | Lee Morton            | 23 mai 1995       | 27  | 75         |
| 14     | Cameron Golden        | 2 juin 1999       | 23  | 34         |
| 17     | Struan Walker         | 6 juillet 2002    | 20  | 10         |
| 19     | Murray Collins        | 25 juillet 1996   | 26  | 54         |
| 20     | Jamie Golden          | 24 décembre 2001  | 20  | 5          |
| 26     | Duncan Riddell        | 26 septembre 1993 | 28  | 60         |
| 27     | Robbie Shepherdson    | 24 août 1995      | 26  | 37         |
| 28     | Edward Greaves        | 15 avril 1995     | 27  | 55         |
| 29     | David Forrester (GB)  | 14 décembre 1989  | 32  | 49         |
| 32     | Callum Mackenzie      | 31 décembre 1998  | 23  | 29         |

## Poule B

### Angleterre
La sélection a été annoncée le 12 juillet 2022.
Entraîneur :  Zak Jones
| Numéro | Joueur                | Date de naissance | Âge | Sélections |
| ------ | --------------------- | ----------------- | --- | ---------- |
| 3      | Jack Waller           | 28 janvier 1997   | 25  | 62         |
| 7      | Zachary Wallace (C)   | 29 septembre 1999 | 22  | 67         |
| 10     | Christopher Griffiths | 3 septembre 1990  | 31  | 128        |
| 11     | Ian Sloan             | 19 novembre 1993  | 28  | 147        |
| 13     | Sam Ward              | 24 décembre 1990  | 31  | 155        |
| 14     | James Albery          | 2 octobre 1995    | 26  | 24         |
| 15     | Phil Roper            | 24 janvier 1992   | 30  | 169        |
| 16     | James Mazarelo (GB)   | 4 février 2001    | 21  | 4          |
| 17     | Stuart Rushmere       | 9 septembre 2000  | 21  | 10         |
| 18     | Brendan Creed         | 3 janvier 1993    | 29  | 105        |
| 19     | David Goodfield       | 15 juin 1993      | 29  | 74         |
| 20     | Oliver Payne (GB)     | 6 avril 1999      | 23  | 29         |
| 21     | Liam Ansell           | 12 novembre 1993  | 28  | 67         |
| 22     | David Condon          | 6 juillet 1991    | 31  | 194        |
| 23     | Nicholas Bandurak     | 14 décembre 1992  | 29  | 14         |
| 29     | Thomas Sorsby         | 28 octobre 1996   | 25  | 55         |
| 30     | Rhys Smith            | 13 mars 1997      | 25  | 29         |
| 31     | Will Calnan           | 17 avril 1996     | 26  | 53         |

### Inde
La sélection a été annoncée le 20 juin 2022.
Entraîneur :  Graham Reid
| Numéro | Joueur                | Date de naissance | Âge | Sélections |
| ------ | --------------------- | ----------------- | --- | ---------- |
| 4      | Jarmanpreet Singh     | 18 juillet 1996   | 26  | 37         |
| 5      | Abhishek Nain         | 15 août 1999      | 22  | 14         |
| 6      | Surender Kumar        | 23 novembre 1993  | 28  | 159        |
| 7      | Manpreet Singh (C)    | 26 juin 1992      | 30  | 299        |
| 8      | Hardik Singh          | 23 septembre 1998 | 23  | 69         |
| 9      | Gurjant Singh         | 26 janvier 1995   | 27  | 60         |
| 11     | Mandeep Singh         | 25 janvier 1995   | 27  | 179        |
| 12     | Krishan Pathak (GB)   | 24 avril 1997     | 25  | 66         |
| 13     | Harmanpreet Singh     | 6 janvier 1996    | 26  | 149        |
| 14     | Lalit Upadhyay        | 1er décembre 1993 | 27  | 127        |
| 16     | Sreejesh Parattu (GB) | 8 mai 1988        | 34  | 260        |
| 18     | Nilakanta Sharma      | 2 mai 1995        | 27  | 79         |
| 21     | Shamsher Singh        | 29 juillet 1997   | 25  | 32         |
| 22     | Varun Kumar           | 25 juillet 1995   | 27  | 109        |
| 27     | Akashdeep Singh       | 2 décembre 1994   | 27  | 209        |
| 30     | Amit Rohidas          | 10 mai 1993       | 29  | 118        |
| 31     | Jugraj Singh          | 11 décembre 1996  | 25  | 13         |
| 32     | Vivek Prasad          | 25 février 2000   | 22  | 85         |

### Canada
La sélection a été annoncée le 4 juillet 2022.
Entraîneur :  Pasha Gademan
| Numéro | Joueur                | Date de naissance | Âge | Sélections |
| ------ | --------------------- | ----------------- | --- | ---------- |
| 1      | Floris van Son        | 5 février 1992    | 30  | 47         |
| 4      | Roopkanwar Dhillon    | 5 octobre 2001    | 20  | 0          |
| 5      | Devohn Noronha        | 9 février 1989    | 33  | 103        |
| 6      | Alexander Bird        | 13 mai 2003       | 19  | 0          |
| 8      | Oliver Scholfield     | 11 septembre 1993 | 28  | 85         |
| 9      | Gurpreet Singh        | 30 novembre 1994  | 27  | 0          |
| 10     | Keegan Pereira (C)    | 8 septembre 1991  | 30  | 195        |
| 11     | Balraj Panesar (C)    | 16 mars 1996      | 26  | 80         |
| 13     | Brendan Guraliuk      | 14 mai 2000       | 22  | 21         |
| 14     | Manveer Jhamat        | 14 novembre 2001  | 20  | 0          |
| 19     | Gavin Bains           | 18 octobre 1998   | 23  | 1          |
| 20     | Fin Boothroyd         | 9 mars 1999       | 23  | 36         |
| 21     | Matthew Sarmento      | 23 juin 1991      | 31  | 134        |
| 22     | John Smythe (C)       | 31 août 1989      | 32  | 129        |
| 25     | Harbir Sidhu          | 14 août 1997      | 24  | 7          |
| 28     | Tristan Burgoyne (GB) | 28 avril 1994     | 28  | 2          |
| 29     | Taylor Curran         | 19 mai 1992       | 30  | 194        |
| 30     | Ethan McTavish (GB)   | 1er mai 2000      | 22  | 0          |

### Pays de Galles
La sélection a été annoncée le 15 juin 2022.
Entraîneur:  Kevin Johnson
| Numéro | Joueur                       | Date de naissance | Âge | Sélections |
| ------ | ---------------------------- | ----------------- | --- | ---------- |
| 1      | Toby Reynolds-Cotterill (GB) | 6 août 1997       | 24  | 3          |
| 2      | Dewi Roblin (GB)             | 10 février 1994   | 28  | 3          |
| 3      | Daniel Kyriakides            | 21 mars 1995      | 27  | 104        |
| 4      | Ioan Wall                    | 28 avril 1999     | 23  | 38         |
| 5      | Alf Dinnie                   | 1er décembre 1994 | 27  | 38         |
| 6      | Jacob Draper                 | 24 juillet 1998   | 24  | 76         |
| 8      | Lewis Prosser (C)            | 13 juin 1989      | 33  | 161        |
| 9      | Rupert Shipperley (C)        | 21 novembre 1992  | 29  | 98         |
| 11     | James Carson                 | 29 avril 1994     | 28  | 81         |
| 12     | Stephen Kelly                | 12 mai 1992       | 30  | 63         |
| 13     | Dale Hutchinson              | 23 octobre 1993   | 28  | 90         |
| 15     | Rhys Bradshaw                | 19 septembre 2000 | 21  | 29         |
| 18     | Gareth Furlong               | 10 mai 1992       | 30  | 124        |
| 19     | Owain Dolan-Gray             | 17 décembre 1990  | 31  | 124        |
| 24     | Hywel Jones                  | 9 juillet 1997    | 25  | 39         |
| 25     | Benjamin Francis             | 20 mars 1996      | 26  | 77         |
| 26     | Luke Hawker (C)              | 29 décembre 1989  | 32  | 103        |
| 31     | Gareth Griffiths             | 13 mars 1999      | 23  | 0          |

### Ghana
La sélection a été annoncée le 21 juillet 2022.
Entraîneur:  Ghazanfar Ali
| Numéro | Joueur                 | Date de naissance | Âge | Sélections |
| ------ | ---------------------- | ----------------- | --- | ---------- |
| 1      | Derick Lee             | 6 mars 1996       | 26  | 4          |
| 2      | Mohammed Osumanu       | 8 novembre 1996   | 25  | 0          |
| 4      | Charles Abbiw          | 19 juin 1988      | 34  | 41         |
| 7      | Elikem Akaba (C)       | 6 décembre 1986   | 35  | 64         |
| 8      | Emmanuel Ankomah       | 3 janvier 1994    | 28  | 20         |
| 9      | Richard Adjei          | 20 mars 1989      | 33  | 41         |
| 10     | Benjamin Kwofie        | 14 mai 1998       | 24  | 9          |
| 12     | Samuel Agbeli          | 17 septembre 1996 | 25  | 12         |
| 13     | Emmanuel Akaba         | 22 mai 1993       | 29  | 25         |
| 14     | Samuel Afari           | 30 mai 1994       | 28  | 21         |
| 15     | Ernest Opoku           | 15 janvier 1988   | 34  | 28         |
| 16     | Tyche Offei (GB)       | 16 septembre 1997 | 24  | 5          |
| 19     | Alfred Ntiamoah        | 30 juillet 1993   | 28  | 46         |
| 20     | Matthew Damalie        | 4 avril 1989      | 33  | 40         |
| 22     | Michael Baiden         | 4 mars 1994       | 28  | 28         |
| 27     | Christopher Dogbe      | 24 juillet 1993   | 29  | 4          |
| 30     | Eugene Acheampong (GB) | 9 juillet 1987    | 35  | 28         |
| 31     | Francis Tettey         | 18 septembre 1998 | 23  | 20         |